# Servië op de Olympische Winterspelen 2018
Servië was een van de deelnemende landen aan de Olympische Winterspelen 2018 in Pyeongchang, Zuid-Korea.
Bij de derde deelname van het land aan de Winterspelen werd ook voor de derde keer deelgenomen in het alpineskiën en langlaufen. Van de vier deelnemers nam Nevena Ignjatović voor de derde keer deel, zij was ook de vlaggendrager bij de openingsceremonie.

## Deelnemers en resultaten
(m) = mannen, (v) = vrouwen 

### Alpineskiën
| Olympiër (deelname)   | Onderdeel        | Resultaat | Prestatie                                                            |
| --------------------- | ---------------- | --------- | -------------------------------------------------------------------- |
| Marko Stevović        | combinatie (m)   | DSQ       | afdaling: 1.24,47 (59e) slalom: gediskwalificeerd                    |
| Marko Stevović        | afdaling (m)     | 51e       | 1.49,50 (+9,25)                                                      |
| Marko Stevović        | reuzenslalom (m) | 45e       | 1e run: 1.17,42 (57e) 2e run: 1.15,79 (42e) totaal: 2.33,21 (+15,17) |
| Marko Stevović        | super g (m)      | 46e       | 1.31,70 (+7,26)                                                      |
| Marko Vukićević (2)   | combinatie (m)   | 25e       | afdaling: 1.21,31 (24e) slalom: 50,43 (27e) totaal: 2.11,74 (+5,22)  |
| Marko Vukićević (2)   | afdaling (m)     | 41e       | 1.45,36 (+5,11)                                                      |
| Marko Vukićević (2)   | reuzenslalom (m) | 41e       | 1e run: 1.14,64 (46e) 2e run: 1.16,71 (48e) totaal: 2.31,35 (+13,31) |
| Marko Vukićević (2)   | super g (m)      | DNF       | niet gefinisht                                                       |
|                       |                  |           |                                                                      |
| Nevena Ignjatović (3) | reuzenslalom (v) | 26e       | 1e run: 1.14,41 (27e) 2e run: 1.10,99 (25e) totaal: 2.25,40 (+5,38)  |
| Nevena Ignjatović (3) | slalom (v)       | 26e       | 1e run: 52,10 (27e) 2e run: 51,38 (26e) totaal: 1.43,48 (+4,85)      |

### Langlaufen
| Olympiër     | Onderdeel             | Resultaat | Prestatie                      |
| ------------ | --------------------- | --------- | ------------------------------ |
| Damir Rastić | sprint (m)            | 75e       | kwalificatie: 3.50,65 (+42,11) |
| Damir Rastić | 15 km vrije stijl (m) | 68e       | 37.47,5 (+4.03,6)              |